# Tower 185
Tower 185 är en skyskrapa i Frankfurt, Tyskland. Byggnaden är 204  meter och 55 våningar hög samt innehåller kontor, bland annat konsultföretaget PwC's huvudkontor för Tyskland. Bygget av Tower 185 inleddes 2008 och stod klart i december 2011.